# ليو جيونشي
ليو جيونشي (بالإيطالية: Leo Giunchi)‏ (17 يناير 1896 – 18 مارس 1967) هو ملاكم إيطالي راحل، مثّل بلاده في الألعاب الأولمبية الصيفية 1920.

## روابط خارجية
ليو جيونشي على موقع أوليمبيديا (الإنجليزية)